# Схрёдер, Алфред
А́лфред Схрёдер (нидерл. Alfred Schreuder; род. 2 ноября 1972, Барневелд, Гелдерланд) — нидерландский футболист и футбольный тренер.

## Игровая карьера
Схрёдер является воспитанником «Фейеноорда», в составе которого он дебютировал в Эредивизи. После ухода из родного клуба в 1993 году он выступал за «Валвейк» и НАК Бреда, но вернулся в «Фейеноорд» в 2003 году. В сезоне 2005/06 Схрёдер провёл всего две игры из-за серьёзной болезни и смерти его дочери в марте 2006 года в результате опухоли головного мозга. Вернувшись на поле, он травмировал лодыжку и сыграл только в пяти матчах сезона 2006/07.
В мае 2007 года Схрёдер перешёл в «Твенте» и начал обучение на тренера. В марте 2008 года он закончил карьеру, после чего проходил стажировку в резервной команде «Твенте» и играл за «Барневелд» на любительском уровне под руководством своего брата. 16 июня Алфред возобновил карьеру и подписал контракт с «Витессом». В январе 2009 года Схрёдер окончательно закончил карьеру футболиста.

## Тренерская карьера
По завершении игровой карьеры Схрёдер стал ассистентом главного тренера «Витесса» Тео Боса. Летом 2009 года он вернулся в «Твенте», где стал ассистентом сначала Стива Макларена, а затем и Мишеля Прюдомма.
В мае 2012 года было объявлено, что Схрёдер войдёт в тренерский штаб Берта ван Марвейка в сборной Нидерландов после чемпионата Европы 2012, став преемником Филлипа Коку. Однако после того как ван Марвейк подал в отставку после чемпионата Европы, а на его место был назначен Луи ван Гал, кандидатура Схрёдера была отклонена.
26 февраля 2013 года Алфред был назначен исполняющим обязанности главного тренера «Твенте» после увольнения Стива Макларена. Однако в марте из-за отсутствия необходимой тренерской лицензии главным тренером стал Михел Янсен, а Схрёдер стал его ассистентом. Такое распределение ролей продолжилось и в сезоне 2013/14, пока в мае 2014 года Алфред не получил тренерскую лицензию. Летом 2014 года Схрёдер стал главным тренером «Твенте». Сезон 2014/15 команда под его руководством закончила на десятом месте, самом низком для клуба за последние 12 лет. 30 августа 2015 года, после трёх поражений и одной ничьей в первых четырёх матчах сезона 2015/16, он был уволен.
В октябре 2015 года Схрёдер стал ассистентом главного тренера «Хоффенхайма» Хуба Стевенса, которого в феврале 2016 года сменил Юлиан Нагельсман.
В январе 2018 года Схрёдер вошёл в тренерский штаб «Аякса», став ассистентом Эрика тен Хага и подписав контракт до 30 июня 2020 года. В сезоне 2018/19 он помог амстердамскому клубу выиграть чемпионат и Кубок Нидерландов, а также добраться до полуфинала Лиги чемпионов.
В марте 2019 года было объявлено, что Схрёдер вернётся в «Хоффенхайм» и с 1 июля станет главным тренером команды, сменив Юлиана Нагельсмана и подписав трёхлетний контракт. 9 июня 2020 года «Хоффенхайм» расторг контракт со Схрёдером из-за разногласий тренера с руководством клуба.
В августе 2020 года вошёл в тренерский штаб «Барселоны», который возглавил Рональд Куман. Однако 28 октября 2021 года он вместе со всем штабом был отправлен в отставку.
3 января 2022 года Схрёдер стал главным тренером бельгийского клуба «Брюгге». 15 мая 2022 года, за два тура до конца чемпионата, привёл команду к 18-му чемпионскому титулу в истории клуба.

## Личная жизнь
Схрёдер женат и является отцом трёх дочерей и одного сына. Его дочь Анук умерла в 2006 году в возрасте шести лет от опухоли головного мозга. Его брат Дирк также футболист, был ассистентом Алфреда в тренерском штабе «Хоффенхайма».

## Тренерская статистика
| Команда        | Начало работы   | Завершение работы | Показатели | Показатели | Показатели | Показатели | Показатели |
| Команда        | Начало работы   | Завершение работы | М          | В          | Н          | П          | % побед    |
| -------------- | --------------- | ----------------- | ---------- | ---------- | ---------- | ---------- | ---------- |
| Твенте (и. о.) | 26 февраля 2013 | 1 апреля 2013     | 4          | 1          | 1          | 2          | 025,00     |
| Твенте         | 1 июля 2014     | 30 августа 2015   | 45         | 17         | 13         | 15         | 037,78     |
| Хоффенхайм     | 1 июля 2019     | 9 июня 2020       | 33         | 14         | 7          | 12         | 042,42     |
| Брюгге         | 3 января 2022   | 30 июня 2022      | 21         | 15         | 4          | 2          | 071,43     |
| Аякс           | 1 июля 2022     | 26 января 2023    | 25         | 12         | 6          | 7          | 048,00     |
| Итого          | Итого           | Итого             | 128        | 59         | 31         | 38         | 046,09     |

## Достижения
В качестве тренера
 «Брюгге»
- Чемпион Бельгии: 2021/22